# Menelique II
Menelique II, nascido Sahle Mariam (Ankober, 17 de agosto de  1844 – Adis Abeba, 12 de dezembro de 1913), ras de Xoa, foi imperador da Etiópia, fundador da atual capital do país e um dos responsáveis por sua moderna reunificação territorial.

## Contexto histórico
Viveu a Etiópia por séculos um sistema feudal, onde o poder era dividido entre vários senhores, chamados de ras. Um deles, em meados do século XIX, o ras Cassa, proclamou-se imperador, sob o nome de Teodoro II, depondo um aventureiro que se proclamara com o nome de João III, e começando o processo de reunificação do país.
Teodoro prendeu diversos opositores e buscou o apoio britânico, que culminou com desentendimentos que levaram a uma invasão ao território etíope, ao suicídio do imperador e à libertação dos prisioneiros (1867). 
Após algum período de conflitos e disputas internas, que duram até 1872,  ano em que o ras do Tigré, saindo vitorioso, é proclamado o novo Negus Negasti (rei dos reis), assumindo como "João IV". Surge, então, a figura de Menelique, ras do Xoa, que estivera preso sob o governo de Teodoro, como um dos pretendentes ao trono.

## Genealogia
Salé Mariam, nome de batismo de Menelique,  pertencia à família real da província do Xoa, descendente de Abeto-Jacó – filho do Imperador Libne Dingel – e que, no século XVI, se refugira no Xoa por conta dos conflitos religiosos com Amade Gragn. Menelique era filho do rei (ras) Haile Melecote, do Xoa, com a "Woizero" Ijigayehu. Melecote era, por sua vez, filho do primeiro rei de Xoa, Salé Selassie, com sua esposa Bezabish. Sua mãe Ijigayehu, por sua vez, era filha de uma dama da Corte da mãe de Sahle Selassie que dizem ter sido oriunda de Gondar, trazida para a capital Ankober a fim de introduzir ali os costumes e práticas de etiqueta apropriadas.
Sua mãe nunca se casou com o Malecote, mas seu avô, Salé Selassie, legitimou Menelique como seu neto, e depois o próprio pai o fez, quando assumiu o cargo.

## Ascensão ao trono etíope
Durante o conturbado governo de Teodoro II, que sucedera ao usurpador João III, Salé-Mariam (Menelique, então com apenas 9 anos) e todos os eventuais opositores foram aprisionados na cidadela de Magdala, situada nas montanhas, e feita capital no seu governo.
Apesar disso, Teodoro II encheu-se de apreço por Menelique, chegando a cogitar do seu casamento com uma de suas filhas, Alitaxe Teodoro, o que ocorre durante o período em que esteve em Magdala. A crueldade do rei, junto às inúmeras insurreições que provocara, enfraqueceram-lhe o governo e, tendo desafiado a presença inglesa no território etíope, é atacado por uma tropa chefiada por sir Robert Napier. A 30 de junho de 1865, Menelique foge de Magdala, abandonando sua primeira mulher, o que mais ainda provoca a ira do Negus. 
Acuado, Teodoro comete o suicídio, em 1868. Sua morte é festejada no Xoa, onde era tido por cruel opressor. Registra a História local que Menelique, porém, não se uniu à comemoração – fechando-se num quarto para prantear a morte daquele que era seu inimigo político, mas que fora-lhe como um pai. Reivindica, porém, para si, a sucessão de Teodoro. 
A situação torna-se confusa, com muitos pretendentes nas demais províncias, como Wagshum Gobeze, que se autoproclama Negus Negasti com o nome de Tecla Jorge III, e Dejazmatch Kassa Mercha, que não reconhece a nenhum deles. Diversos embates ocorrem e Kassa Mercha, ras de Tecla, derrota Jorge III em Assam, e é coroado como imperador João IV. 
Menelique, de seu território natal em Xoa, recebe (1887) uma delegação italiana, que resultou no Tratado de Ucciali, de 1889. Neste mesmo ano o ras Makonen, sobrinho de Menelique, consegue um empréstimo dos italianos – povo que, ingressando tardiamente na corrida colonialista europeia, não escondia seus interesses na Eritreia e, também, na própria Etiópia. 
Menelique reage, sofrendo várias traições, dentre as quais a da própria esposa, a Woizero Bafena. João IV enfrenta uma série de rebeliões até que em combate contra os dervixes madistas, nas fronteiras ocidentais do país, vem a falecer (1889). Menelique, então, com apoio francês e italiano, torna-se o Negus Negasti da Etiópia.

## Casamentos

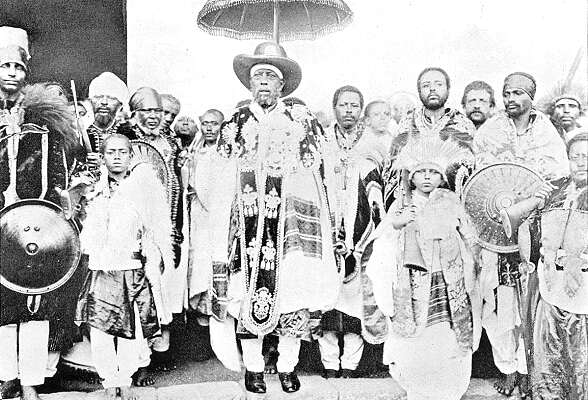
Menelique II e sua Corte

Após seu primeiro casamento com a filha de Teodoro II, Alitaxe, que abandonou em 1865, e voltando para o Xoa, Menelique uniu-se a uma mulher mais velha, a quem chamava de sua esposa, a Woizero Bafena, união esta que não foi referendada pela Igreja Copta.
Bafena, dada a intrigas, logo granjeou imensa antipatia dos parentes de Menelique, bem como dos súditos. Viria, mais tarde, a tornar-se espiã do imperador João IV. Cogitava, também, fazer seus filhos de uniões anteriores ascenderem ao trono.
De outra união, com a Woizero Abechi, Menelique teve uma filha, Zauditu, que estaria predestinada a ocupar o trono etíope. Numerosos filhos teria tido o futuro Rei, alguns dos quais reivindicando esta primazia, sem que fossem, entretanto, como tais reconhecidos.
De sua filha Xeuarega, nasceu o neto e herdeiro Lij Eyasu que, por aproximar-se do Islão, declarando-se converso, foi excomungado e afastado do trono – o que permitiu a ascensão de Zauditu.
Quando separou-se de Bafena houve uma tentativa de reconciliação, mas a idade avançada da rainha banida não lhe permitia mais produzir herdeiros, pelo que foi rechaçada. Conta a lenda que, ao ser apresentado a jovens pretendentes, Menelique teria comentado:
"Vocês pedem que eu olhe para estas mulheres com os mesmos olhos que olharam uma vez para Bafena?"
O fato foi que, levado pela necessidade de manter o equilíbrio de forças, bem como de fazer seu sucessor, veio Menelique a desposar Taitu.

### Casamento com Taitu Bitul

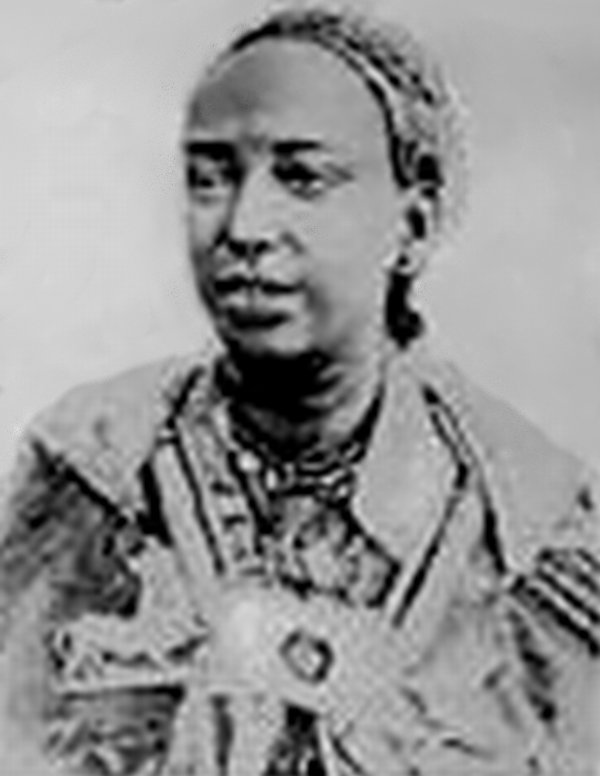
Taitu Bitul, seu quarto e último marido foi o imperador Menelique

A 29 de abril de 1883, em Ancober, o Negus Menelique de Xoa e de Quefa casou-se com Taitu Bitul – filha do Ras Bitul Haile Mariam, irmão do arquiinimigo de Teodoro II, Dejazmatch Wube Haile Mariam, e também com sangue real pelo lado paterno; sua mãe, Woizero Yewubdar, era da pequena nobreza de Gondar.
Seus irmãos Alula Bitul e Wele Bitul, que haviam ficado muito amigos de Menelique durante a prisão em Magdala, elogiavam a beleza de suas irmãs. Conta-se que, ao ser apresentado a Taitu, teria Menelique comentado a Wele:
"Por que você deixou para me apresentar a mais bonita por último?"
Embora Taitu não tivesse os herdeiros pretendidos, seus sobrinhos e primos fizeram os casamentos mais estratégicos, uma das razões pela qual é considerada como uma das mulheres mais influentes da História etíope. Era bastante orgulhosa e tida como muito afeita à fé ortodoxa.

### Fundação da "Nova Flor"
Construíra Menelique uma igreja devotada a Nossa Senhora no Monte Entoto, e logo depois um palácio. O local, embora estrategicamente protegido, não oferecia condições naturais de povoamento, pois a Corte seguira para lá. Por conta disso, Taitu e suas damas de companhia passaram a viajar com freqüência a um platô ao sul do Entoto, banhado pelo rio Finfine. 
Este local era mais agradável, além de oferecer condições mais propícias ao povoamento que junto ao palácio do Monte Entoto. Além da casa erguida pela rainha, muitas outras foram sendo erguidas pelos nobres, depois pelos comerciantes. A este lugar denominou Taitu de "Adis Abeba" (em amárico, "Nova Flor"). Para ali foi transferida – oficialmente em 1887 – a capital de Xoa e, mais tarde, capital da própria Etiópia.

## O Imperador Menelique II

### Coroação

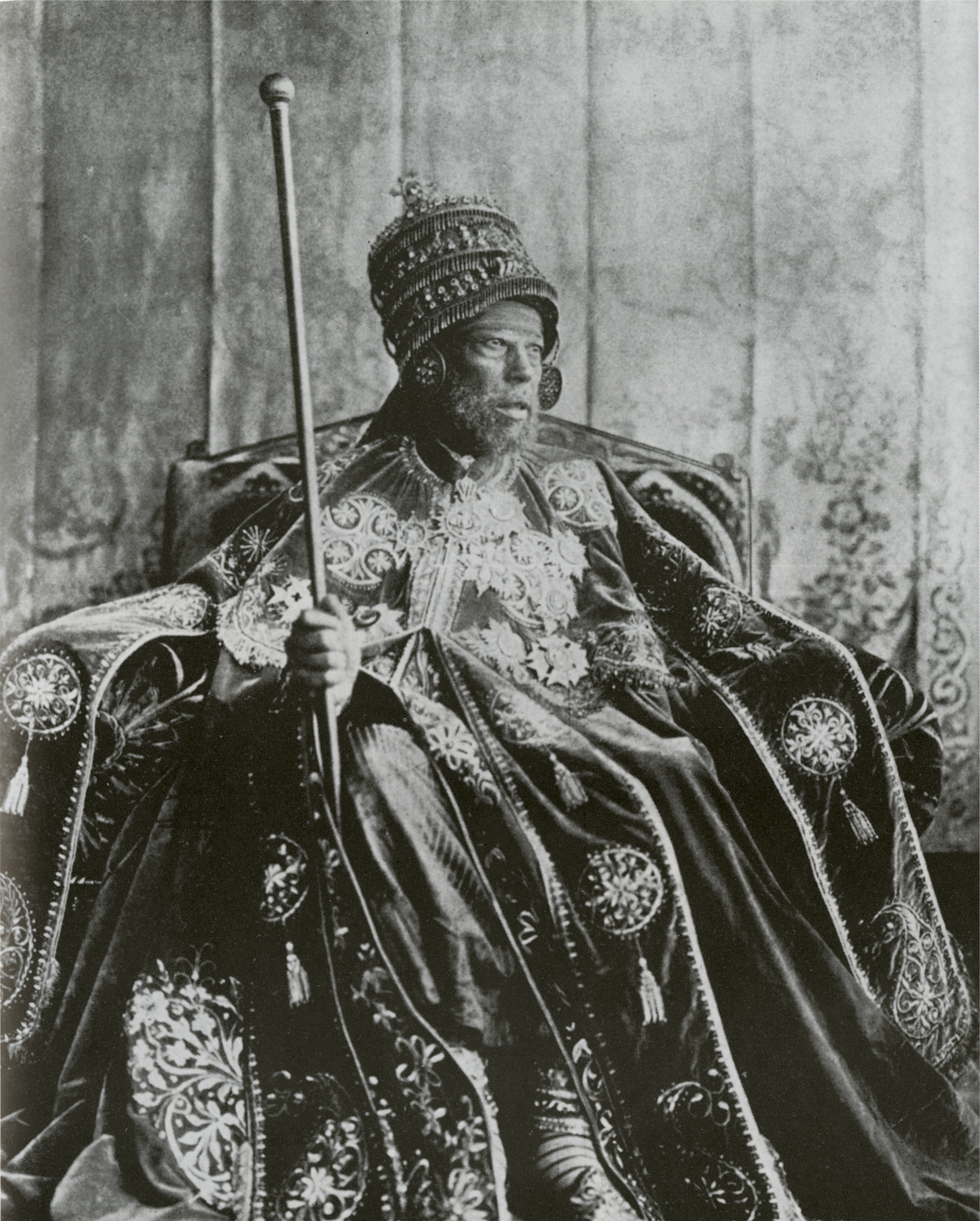
Menelique II fotografado no trono em trajes de coroação

Menelique foi coroado imperador a 3 de novembro de 1889, na Igreja de Maria, no Monte Entoto, pelo abuna Mateus, que tornara-se o primaz da Igreja Copta, substituindo ao abuna Pedro, que havia coroado o Imperador João IV.
Dois dias após Menelique coroou sua esposa Taitu como Imperatriz, sob o título de "Luz da Etiópia".
As comemorações foram magníficas, com a presença de representantes de várias nações. Milhares acorreram, a fim de saudar os novos Imperadores.

### Dificuldades iniciais
Já no início de seu governo, Menelique teve de enfrentar algumas dificuldades: os rases Mangacha e Alula, do Tigré, recusavam-se a aceitar sua autoridade. Concomitantemente, uma epidemia grassava, dizimando os gados bovino e ovino, gerando grande escassez de alimentos.
Ao visitar o Tigré, em dezembro deste mesmo ano, a fim de submeter os insurrectos, Menelique constata que os italianos tinham avançado pelo território daquela província, em claro desrespeito ao Tratado de Ucciali. Estes, sob o comando do General Orero, ocuparam Adowa e Axum, em janeiro de 1890 e os rases, debilitados pela fome em seu povo, não tiveram forças para lhes resistir.

### O inimigo italiano
As pretensões imperialistas italianas fizeram-se cada vez mais ousadas no território etíope. Temiam o fato de Menelique haver encetado negociações com França e Rússia, dizendo que o artigo 17 do Tratado de Ucciali lhes dava o privilégio de intermediar toda e qualquer negociação externa. Menelique rebateu, dizendo que a versão para o italiano havia sido mal traduzida, posto que, segundo ele, a Etiópia "podia" se servir dessa intermediação – e não a ela estava obrigada.
Em 1891 a situação piorou, tomando Menelique ciência de um tratado ítalo-britânico, onde seu país era dividido entre ambos por zonas de influência e protetorados. 
O Negus denuncia, então, o Tratado de Ucciali, e dirige-se em carta às nações europeias, exigindo para a Etiópia uma saída para o mar. Para assegurar o apoio francês, concedeu a este país os direitos de construção de uma estrada de ferro do Djibuti para o interior. 
Os italianos avançaram pela Abissínia, em 1895. O governo de Francesco Crispi ansiava pela ampliação das conquistas italianas na África, e autorizara o general Baratieri, que era o governador da Eritreia italiana, a proceder aos avanços. O ras Mangacha, do Tigré, invadido, apela a Menelique, que declara guerra à Itália.

### As lanças vencem o canhão
Sob o comando do ras Makonen e do Negus Negasti Menelique II, os rases reunidos ouvem do Imperador a proclamação:
"Morrer, antes de ceder uma polegada de terra etíope."
Os soldados italianos, mal aparelhados, desabastecidos e sem mapas precisos da região, sofreram sua primeira derrota em Amba-Alagi, em dezembro de 1895. Em seguida foram vencidos em Makalé, e a capitulação final ocorreu em Ádua, em cuja batalha tiveram mortos três mil homens, além de outros dois mil feitos prisioneiros – era o dia 1 de março de 1896.
Em Roma, cai o gabinete de Crispi, assumindo em seu lugar o Marquês de Rudini. A Itália reconhece, finalmente, no "Tratado de Adis Abeba" a soberania etíope, renunciando ao protetorado e ao Tigré. As fronteiras com a Eritreia foram definidas e anulado o Tratado de Ucciali – sendo feito um novo acordo, com texto em amárico e francês.

### A Nação Etíope é reconhecida
Menelique, após essa vitória que grande repercussão internacional lhe proporcionou, chega a 1897 tendo sua nação finalmente ingressa no cenário político dos países. Com a França e Reino Unido delimita a fronteira com a Somália. Realiza inúmeros tratados de comércio e de concessões, sempre com proveito para o Tesouro Etíope.
Por meio de impostos elevados, e tarifas diversas, consegue fortalecer e aparelhar o exército, e assim consolidar seu domínio nos territórios mais afastados e pouco desenvolvidos das fronteiras. 
Em 1901 consolida as fronteiras do Sudão, com a Inglaterra e, em 15 de maio de 1902, assina um tratado com esse país sobre a política do Nilo. 

### Doença e desgostos – o ocaso
Sofrera Menelique vários infartos e derrames que o imobilizaram. Em 1906 já era infartado quando as três potências (Inglaterra, França e Itália) assinaram um tratado em que reconheciam a independência Etíope – mas reservavam-se no direito de intervir, na defesa dos seus interesses, em caso de mudanças internas. Pouco depois perdeu a fala e fica paralisado. Em 1907 designara como seu sucessor Lidj Yassu, então com apenas doze anos, tendo já falecido o sobrinho, o ras Makonen. 
A imperatriz Taitu, que assume o poder com sua morte, em 1913, não evita que as desordens voltem a se instalar no país, comprometendo as conquistas do grande Negus Negasti.